# Meleagant
Meleagant (também grafado Malagant ou Maleagant) é um vilão da lenda arturiana. Originalmente um cavaleiro da Távola Redonda filho do rei Bagdemagus de Gorre, sua reivindicação à fama decorre de ter sido o sequestrador de Guinevere.
Sua primeira aparição ocorre em Lancelote, o Cavaleiro da Carreta por Chrétien de Troyes, onde leva Guinevere para seu castelo indevassável. A rainha é resgatada por Lancelote e Gawain; esta também é a primeira aparição de Lancelote na lenda arturiana. Meleagant supostamente teria sido criado com base em Melwas, vilão das primeiras histórias galesas, o qual captura Guinevere na Vida de Gildas. Nesta obra, o rei Melwas captura a rainha e a leva para sua fortaleza em Glastonbury. Artur a localiza após um ano de buscas e se prepara para atacar o castelo, mas Gildas negocia seu retorno em segurança.
De vilão obscuro, o papel de Meleagant diminuiu ainda mais de importância depois que Mordred tornou-se mais popular; todavia, Meleagant aparece na maioria das histórias do rapto de Guinevere. Ele interpreta esse papel no ciclo Lancelote-Graal, em Le Morte d'Arthur de Malory, bem como em recriações modernas da história, tais como The Mists of Avalon de Marion Zimmer Bradley, The Once and Future King (como Sir Meliagrance) de T.H. White e no filme First Knight.